# Panissers
Panissers és una masia catalogada com a monument del municipi de Vilanova de Sau (Osona) inclosa en l'Inventari del Patrimoni Arquitectònic Català.

## Descripció
Masia de planta rectangular coberta a dues vessants, amb el carener paral·lel a la façana, situada vers migdia. Consta de planta baixa i dos pisos. La façana presenta un portal rectangular amb llinda de fusta, diverses finestres al primer pis, i al segon un porxo amb barana catalana a la part central. A la banda de ponent s'hi adossa una construcció gairebé en ruïnes destinada a pallissa.
La casa està construïda flanquejant la muntanya, prop de la riba esquerra de la riera de Castanyadell a la qual s'accedeix mitjançant una escala que surt del davant de la casa.
La masia es troba envoltada per majestuoses coníferes (Arbres de Wilbenton), portades d'Amèrica als anys 40. És construïda amb pedra unida amb morter.

## Història
Antiga masia registrada al fogatge de 1553 de la parròquia de Sant Pere de Castanyadell dins el terme civil de Sau. Aleshores habitava el mas GABRIEL PANISSES. Segons les dades constructives, el mas fou reformat al segle xix quan era habitat per Francesch Masferrer i Puigsech.
El mas actualment es troba deshabitat i ha perdut les funcions agrícoles.